# Nicola L.
Nicola L, pseudonyme de Nicola Leuthe, née à Mazagan (Maroc) en 1932 ou 1937 et morte à Los Angeles le 31 décembre 2018, est une artiste peintre, sculptrice, cinéaste et féministe française.
Elle est reconnue pour ses réalisations artistiques autour du corps humain, conçues notamment au sein du Chelsea Hotel pendant plus de 35 ans.

## Biographie
Nicola Leuthe est née au Maroc en 1932 ou 1937. Elle est fille de Suzanne Leuthe et Jean Leuthe, un officier de l'Armée française. Dès jeune âge, Nicole apprend le français et l'arabe et participe à des activités artistiques.
Lors de la Seconde Guerre mondiale, son père est posté en Allemagne. À la fin du conflit, la famille rentre en Europe.
En 1954, Nicola Leuthe s'inscrit à l’académie Julian et à l’École des beaux-arts de Paris,. Dans les années 1960, Nicola L. vit entre Ibiza et Paris. Elle est proche des nouveaux réalistes et d’artistes et rencontre Pierre Restany, Erró, Marta Minujín et l'artiste argentin Alberto Greco (es). Dans cette période, elle rencontre aussi le galeriste Fred Lanzenberg, qu'elle épouse en 1956. Ils divorceront en 1982.
Elle abandonne la peinture en 1964. Elle réalise la série Les Pénétrables, des toiles que le spectateur est invité à pénétrer par des orifices moulés sur son propre corps.
En 1969, elle réalise Je suis la dernière femme objet. Il s'agit d'une femme télévision faite de tiroir pour les seins, poupée gonflable pour le corps et télévision pour le ventre. Elle répète en boucle « Je suis la dernière femme objet. Vous pouvez me toucher, ouvrir mes tiroirs seins et ventre, mais je suis la dernière femme-objet. Je répète : c'est la dernière fois ».
En 1970, elle est incarcérée pendant six mois au Liban, période durant laquelle est dessine l'œuvre Histoire morale des hommes pieds et des femmes mains et de leur rencontre avec les femmes fesses et les hommes escargots.
En 1979, elle s’installe à New York à l'Hôtel Chelsea,. Elle rencontre Robert Filliou, Emmett Williams et Carolee Schneemann. Elle adopte un univers ludique et coloré. Elle utilise le plastique et le vinyle pour ses sculptures. En 1981, elle réalise des documentaires sur l'activiste Abbie Hoffman et sur le groupe de punk-rock Bad Brains dans la salle de concerts CBGB. En 1997, elle participe à Vraiment, féminisme et art à Grenoble.
En 2015, une partie de son travail est arrivé au musée Tate Modern de Londres, avec l'exposition « The World Goes Pop ». Quelque temps après, une rétrospective de son œuvre est présentée au Sculpture Center de Long Island, à New York en 2017. Son œuvre reste peu connue en France. Ses œuvres sont marquées par l’art conceptuel. Le corps humain est un thème récurrent chez cette activiste féministe.
Nicola L. est morte le 31 décembre 2018 à Los Angeles, où elle vivait depuis quelques mois.

Nicola L. with The Giant Foot, 1969.

## Expositions
- Chelsea Girl : Nicola L, Frac Bretagne, Rennes, France 31 janvier - 18 mai 2025.
- Made in L.A. 2020: a version, Hammer Museum, Los Angeles, California, États-Unis,  L'automne 2020.
- She-Bam Pow POP Wizz! The Amazons of Pop (MAMAC) Musée d'art moderne et d'art contemporain, Nice, France,  3 octobre 2020 - 28 mars 2021.
- Comfort, Friedman Benda, New York, États-Unis, 9 janvier - 15 février 2020.
- Nicola L. : Silence, Nina Johnson, Miami, Florida, États-Unis, 5 avril - 11 mai 2019.
- Nicola L. : Works, 1968 to the Present, Retrospective, SculptureCenter, New York, États-Unis, 18 septembre - 18 décembre 2017.
- Body and Soul, Palazzo Pisani, Piano Nobile, Venice Biennial, Venice, Italie, 13 mai - 26 novembre 2017.
- Nicola L. and the New Millennium: The Head, LaTête, La Cabeza, Il Capo, Der Kopf - A long day's journey to the end of the skin, Elga Wimmer PCC, New York, États-Unis15 septembre – 15 octobre 2016.
- A Modest Proposal, Hauser & Wirth, New York, États-Unis, 23 juin - 29 juillet 2016.
- The World Goes Pop, Tate Modern, London, UK, 17 septembre 2015 to 24 janvier 2016.
- EXQUISITE CORPUS, SECCA, Winston-Salem, États-Unis, 15 décembre 2014 - 10 mars 2015.
- Nicola L. : Atmosphere in White, Liverpool Biennial, UK, juillet - octobre 2014.
- ARTEVIDA : politica / corpo, Museu de Arte Moderna et Casa Franca, Rio de Janeiro, Brazil, juillet - septembre 2014.
- The Blue Route : Journeys and beauties from the Mediterranean to China, Villa Empain - Fondation Boghossian, Bruxelles, Belgique, 23 septembre 2013 - 9 février 2014.
- Body Language under the Sun and Moon, Gallery Broadway 1602, New York, États-Unis,  4 mai - 22 juin 2013.
- A top-hat, a monocle, and a butterfly, Établissement d'en face, Bruxelles, Belgique, 2013.
- re.act.feminism #2 - A Performing Archive, Fundació Antoni Tàpies, Barcelona, Espagne, 16 novembre 2012 - 17 février 2013.
- elles@centrepompidou, Centre Pompidou, Paris, France,  27 mai 2009 - 21 février 2011.
- The Death of the Audience, Vienna Secession, Austria,  3 juillet - 30 août 2009.
- Nicola L., Planet Eye , Galerie Pierre-Alain Challier, Paris, France,  15 mai - 14 juin 2008.
- Retrospective Nicola L. (films), MEP Maison Européenne de la Photo, Paris, France, 2007.
- Nicola L. Art fonctionnel, Galerie NeC nilsson et chiglien Paris, France 2003, Nine Historic Hysteric Women, Galerie Patricia Dorfmann, Paris, France,  11 mai  - 24 juin 2006.
- “Bad Brains at CBGBs”, “Rock for Light”, and “Reignition”, film screening, BAM Brooklyn Art Museum, New York, États-Unis 2005.
- Nicola L. Invitée d’Honneur, Musée de Châteauroux, Châteauroux, France 2005.
- Nicola L. Art fonctionnel, Galerie NeC nilsson et chiglien Paris, France, 2003, Galerie Patricia Dorfmann, Paris, France, 2003
- Nicola L. retrospective 1968-2002, Curated by Luis Miret, La Casona Galeria, Havana, Cuba, 2002.
- Nicola L. (Group Show), (MAMAC) Musée d'art moderne et d'art contemporain, Nice, France, 1997.
- Vraiment Féminisme et Art, curated by Laura Cottinghan, Le Magasin, Grenoble, France, 1997.
- American Art Today: Clothing as Metaphor, The Art Museum, Florida International University, Miami, Florida, États-Unis, 8 janvier - 20 février 1993
- Words and Images, Museum of Modern Art, Antwerp, Belgique, 1992
- The Story of Heads, Art et Industrie, Retrospective 1965 -1975, 56 Bleeker Gallery, New York, États-Unis, 1989.
- Nicola: Penetrables, Museo de Arte Contemporáneo, Ibiza, Espagne,  septembre 1976.
- Pénétrables, ICC, Anvers, Belgique,  28 février - 28 mars 1976.
- JE’/NOUS, Musée d’Ixelles, Ixelles, Belgique, 1975.
- Nicola: Giants, Richard Foncke Gallery, Ghent, Belgique, avril 1973.
- Galerie Apollinaire, Milan, Italie,  1970.
- Nicola: Vinyl Sculptures, Galerie Kontakt, Anvers, Belgique,  février 1969.
- Daniel Templon, Paris, France, 1969.
- Galerie Verannenman, Bruxelles, Belgique,  1969.

## Performance
- 2017: Blue Coat of (R)Evolution, Biennale de Venise, Venise
- 2015: The Red Coat - Same Skin for Everybody, Tate Modern, Londres
- 2013: The Ghosts of the Chelsea Hotel, French Institute Alliance Française (FIAF), New York
- 2012: The Blue Cape 10th Birthday, avec Centro de Arte Contemporaneo, Wifedro Lam, Havana Biennial, Cuba
- 2009: The Cape of the Blues, Saint-Sulpice, Paris
- 2008: The Blue Cape of Human Rights, Parlement européen, Bruxelles
- 2008: The Red Coat for 11 People (1969), Performance pour Canal + à la Galerie Favardin & de Verneuil, Paris, France
- 2007: Performance “The Cape of Blues”, A3/Saint-Sulpice, Paris
- 2005: The Blue Cape, avec 20 artistes chinois sur la Grande Muraille de Chine dédiée aux habitants de Pékin
- 2004: The Blue Cape, The Robert Berman Gallery, Santa Monica, California
- 2003: The Blue Cape of Cinema, Musée d'Art moderne et contemporain (Genève) (MAMCO), Genève (on the theme Aimer, travailler, exister avec la participation de James Lee Byars, Judy Chicago, Lygia Clark, Jörg Immendorff, Gordon Matta-Clark, Lygia Pape
- 2002: The Blue Cape in Havana, (Performance et film produits par la Fondation Ludwig)
- 1998: The Banquet of the Beheaded, Lab Theater, La Mama and Public Theater, New York,
- 1996: Nine Femmes Fatales in Their Own Words, Theater La Mama, New York et Musée d'art moderne et d'art contemporain, Nice
- 1992: Same Skin for Everyone, avec Fernando Arrabal dans les rues de New York City
- 1975: The Red Coat, The Charlotte Moorman 12th Avant-Garde Festival, New York
- 1971: The Red Coat and Same Skin for Everyone, dans les rues de Londres; Amsterdam; Bruxelles; Cologne; Paris; Barcelona; Ibiza and New York
- 1970: The Red Coat for Eleven People, Isle of Wight Festival 1970, Isle of Wight, UK

## Filmographie
- 1977 : « The Heads are still on the Island »
- 1979 : « Eva Forest from the Popular Front of the Basque Country »
- 1980 : « Bad Brains at CBGB : My Picture in your Movie Baby »
- 1981 : « My Name is Abbie Orphan of America »
- 1986 : « Reignition & Rock for Light (Bad Brains)»
- 1994 : « Sand Sea Sky »
- 2000 : « Quien es? »
- 2010 : « Around the World in 80 minutes »
- 2010 : « New Yorkers with a French Accent »
- 2013 : « Doors Ajar at the Chelsea Hotel »

## Distinctions
- Nommée au prix Aware 2018[7]